# Michele Lacerenza
Michele Lacerenza (Trinitapoli, 7 gennaio 1922 – Roma, 17 novembre 1989) è stato un trombettista e compositore italiano.
Esecutore ed autore di diverse colonne sonore, viene principalmente ricordato per gli assoli di tromba in Per un pugno di dollari, Per qualche dollaro in più e per il celebre triello finale de Il buono, il brutto, il cattivo.

## Biografia
Nasce in una famiglia di musicisti: il padre è il maestro Giacomo Lacerenza, mentre i suoi due fratelli maggiori sono Amleto Lacerenza, conosciuto come Grupyn e Rosario Lacerenza.
È stato per anni insegnante di tromba al Conservatorio di Foggia, dopodiché si è trasferito a Roma, dove ha insegnato al Conservatorio di Santa Cecilia, dove si era diplomato a sua volta nel 1943; proprio in quella scuola conosce e fa amicizia con Ennio Morricone.
Terminata la guerra, intraprende l'attività di direttore d'orchestra, musicista di rivista (accompagna tra gli altri Carlo Dapporto e Wanda Osiris) e compositore di musiche per commedie musicali, colonne sonore e canzoni: scrive ad esempio, in collaborazione con Elvio Monti, la musica di Fontane d'Italia, su testo di Ottavio De Stefano, che viene portata al successo da Claudio Villa nel 1962.
Con Morricone si ritrova nel mondo del cinema, dove Lacerenza è entrato come trombettista in alcune colonne sonore: infatti quando il musicista romano prepara la musica per il primo film della trilogia di Sergio Leone, avendo bisogno di un trombettista per uno dei due temi principali, pensa subito all'amico, scontrandosi con il regista che invece avrebbe preferito Nini Rosso, che in quel periodo aveva riscosso molto successo con alcuni 45 giri come Il silenzio o La ballata della tromba.
Morricone riesce a imporsi: 

Michele Lacerenza e la sua tromba

Nel 1966 Lacerenza inizia l'attività di insegnante presso il Conservatorio Umberto Giordano di Foggia; continua intanto l'attività negli anni successivi di autore di colonne sonore.
È stato prima tromba solista nell'Orchestra della Rai di Roma, suonando con il maestro Enrico Simonetti; nel 2006 la Rai ha pubblicato, nella serie Via Asiago 10, un cd intitolato Big Band Concerto, contenente alcune registrazioni del 1972 di Enrico Simonetti in cui Lacerenza suona la tromba, con una sezione fiati costituita tra gli altri dai saxofonisti Gianni Oddi e Sal Genovese, con Maurizio Majorana al basso ed il brasiliano Mandrake alle percussioni.
Ha avuto tre figli: Teresa, Giacomo e Michele Giuseppe. Fra i suoi allievi più noti c'è stato Gino Comisso.

## Colonne sonore di altri musicisti
- Per un pugno di dollari, musica di Ennio Morricone (1964)
- Una pistola per Ringo, musica di Ennio Morricone (1965)
- Per qualche dollaro in più, musica di Ennio Morricone (1965)
- Il buono, il brutto, il cattivo, musica di Ennio Morricone (1966)
- El Rojo, musica di Benedetto Ghiglia (1966)

## Le colonne sonore
Michele Lacerenza è stato anche autore di alcune colonne sonore; tra le quali:
- 1000 dollari sul nero, regia di Alberto Cardone (1966)
- L'ira di Dio, regia di Alberto Cardone (1968)
- Il lungo giorno del massacro, regia di Alberto Cardone (1968)
- Quel maledetto ponte sull'Elba, regia di León Klimovsky (1969)

## Discografia parziale

### 33 giri
- 1968: Never my love (Bluebell, BBLP 31)

### 45 giri
- 1965: La casa del sole/And I love her (Sunset, SNP 3070)
- 1965: Colorado Charlie/Cita a Las Tres (Ariel, NF 521)
- 1965: Concerto per te/Alba rossa (Ariel, NF 522)
- 1966: Blue summer/Perché uccidi ancora (Ariel, NF 536)
- 1966: La tromba bianca/Il silenzio e tu (Ariel, NF 551)
- 1966: Johnny's theme/Necklace of pearls (CAM, AMP 12)
- 1967: Io potrei/Over and over (Bluebell, BB 03184)
- 1968: Never my love/Filo di seta (Bluebell, BB 03198)
- 1968: The last souvenir/Concerto per un killer (CAM, AMP 47)
- 1972: La grande città/Una notte tra noi (BIS,  BS-1001) feat. Nancy Cuomo
- 1976: Adagio cantabile/Brasiliana Nights (Victory, VY 058)
- 1978: T tango/Eternal love (Philips, 6025 190)

### CD
- 2006: L'ira di Dio (GDM, 2069)
- 2008: 20.000 dollari sporchi di sangue (GDM, 4113)
- 2009: 1000 dollari sul nero (Universal Records)